# Dombeya triumfettifolia
Dombeya triumfettifolia är en malvaväxtart som beskrevs av Boj.. Dombeya triumfettifolia ingår i släktet Dombeya och familjen malvaväxter. Inga underarter finns listade i Catalogue of Life.